# 지방도 제614호선
지방도 제614호선은 충청남도 홍성군 광천읍 광천리와 공주시 이인면 달산리를 잇는 충청남도의 지방도이다. 2001년 8월 25일 국가지원지방도 제96호선에 편입되면서 2003년 2월 20일에 폐지되었다.

## 연혁
- 2003년 2월 20일 : 지방도 노선 폐지[1]

## 주요 경유지
- 홍성군
  - 광천읍 광천리
  - 장곡면 옥계리

- 청양군
  - 비봉면 신원리 - 중묵리
  - 대치면 상갑리

- 공주시
  - 신풍면 용수리 - 입동리
  - 우성면 용봉리 - 어천리

- 청양군
  - 목면 신흥리

- 공주시
  - 이인면 달산리